# Pierwomajskoje (rejon kajakientski)
Pierwomajskoje (ros. Первомайское) – wieś w Rosji, w Dagestanie, w rejonie kajakientskim. W 2010 liczyła 8930 mieszkańców, głównie Dargijczyków.